# Murraya paniculata
Pour les articles homonymes, voir Buis de Chine.
Espèce
Classification phylogénétique
Synonymes
- Chalcas exotica,
- Chalcas paniculata

Le buis de Chine ou bois jasmin (Murraya paniculata) est une espèce d'arbuste sempervirent de sous-bois originaire du Sud-Est asiatique et commun dans de nombreuses régions tropicales. Il est aussi appelé "bois-jasmin", "oranger jasmin", ou "bois de satin".

## Description
Il porte une couronne compacte et large et peut mesurer jusqu'à 6 mètres de haut.
Les petites feuilles composées (3 à 9 folioles ovoïdes) sont alternes, vert brillant et persistantes.
Son tronc lisse tend vers le blanc. Il donne de belles fleurs blanches au parfum de jasmin prononcé en été, raison pour laquelle on l'appelle aussi "oranger jasmin", puis des fruits ovoïdes qui passent lentement du vert au rouge foncé.

## Utilisation
- Haie.
- Bonsaï.
- Cosmétique (thanaka).

## Culture
Croissance assez rapide sur les jeunes plants puis plus lente par la suite. Supporte bien la taille mais les boutons floraux se forment plusieurs mois à l’avance, en bout de branches.
Il s’adapte bien à la culture en intérieur sous climat tempéré, avec maxi à 18 °C l’hiver, mini à 0 °C (courte durée) et une bonne hygrométrie.
L'espèce est peu sensible aux maladies.

## Galerie

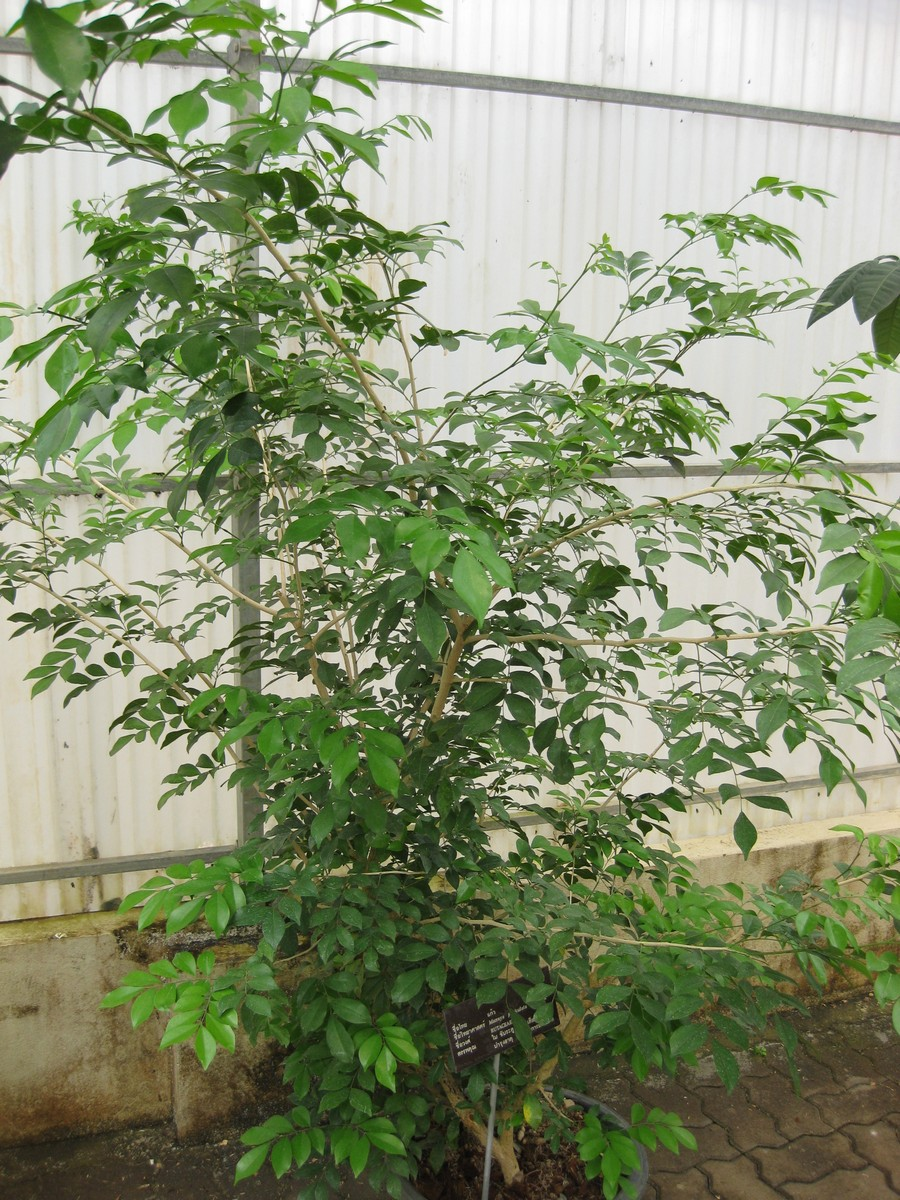
Arbuste, au Jardin botanique de la reine Sirikit, en Thaïlande.
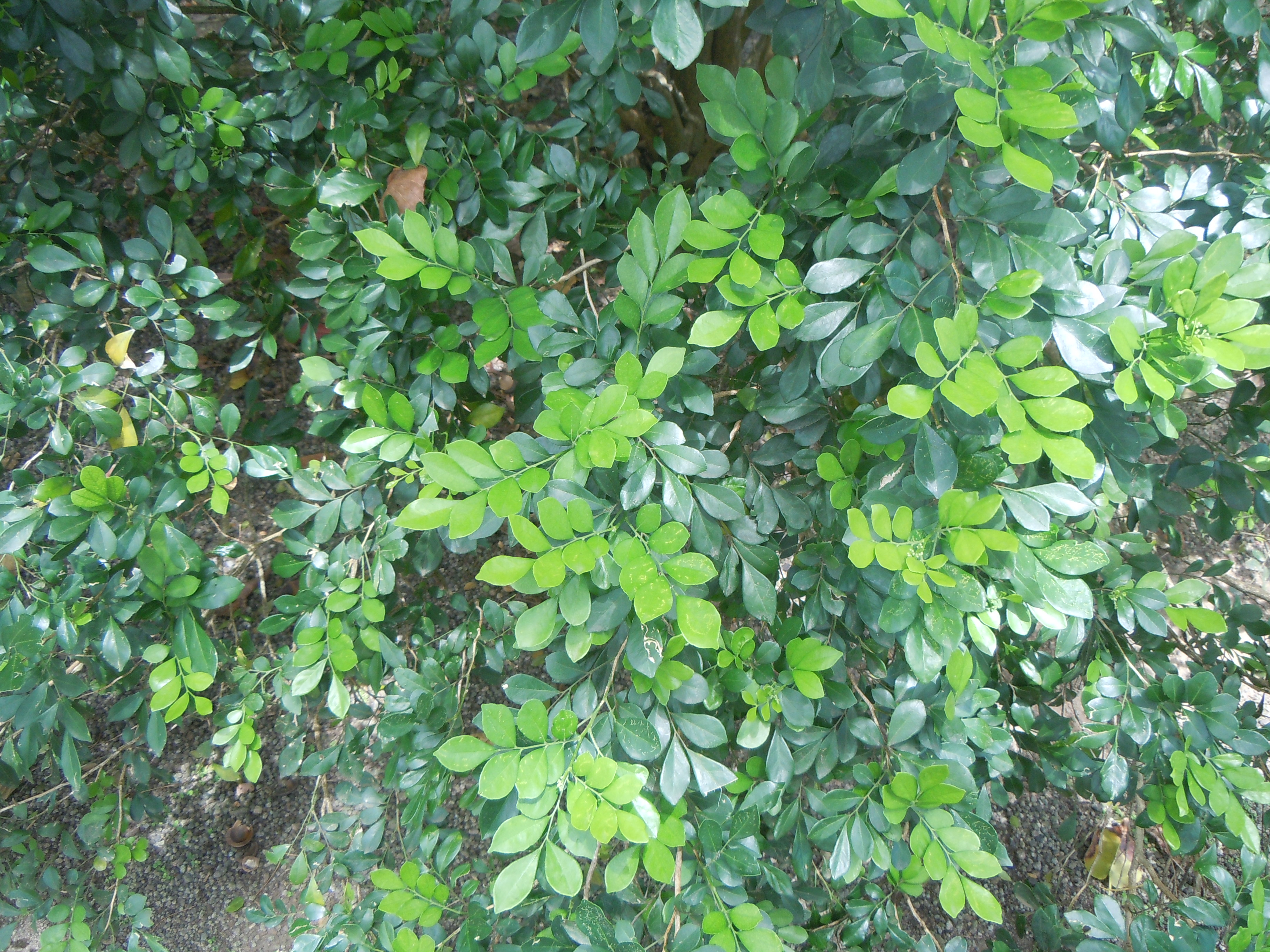
Feuillage, à Hawaï, aux États-Unis.
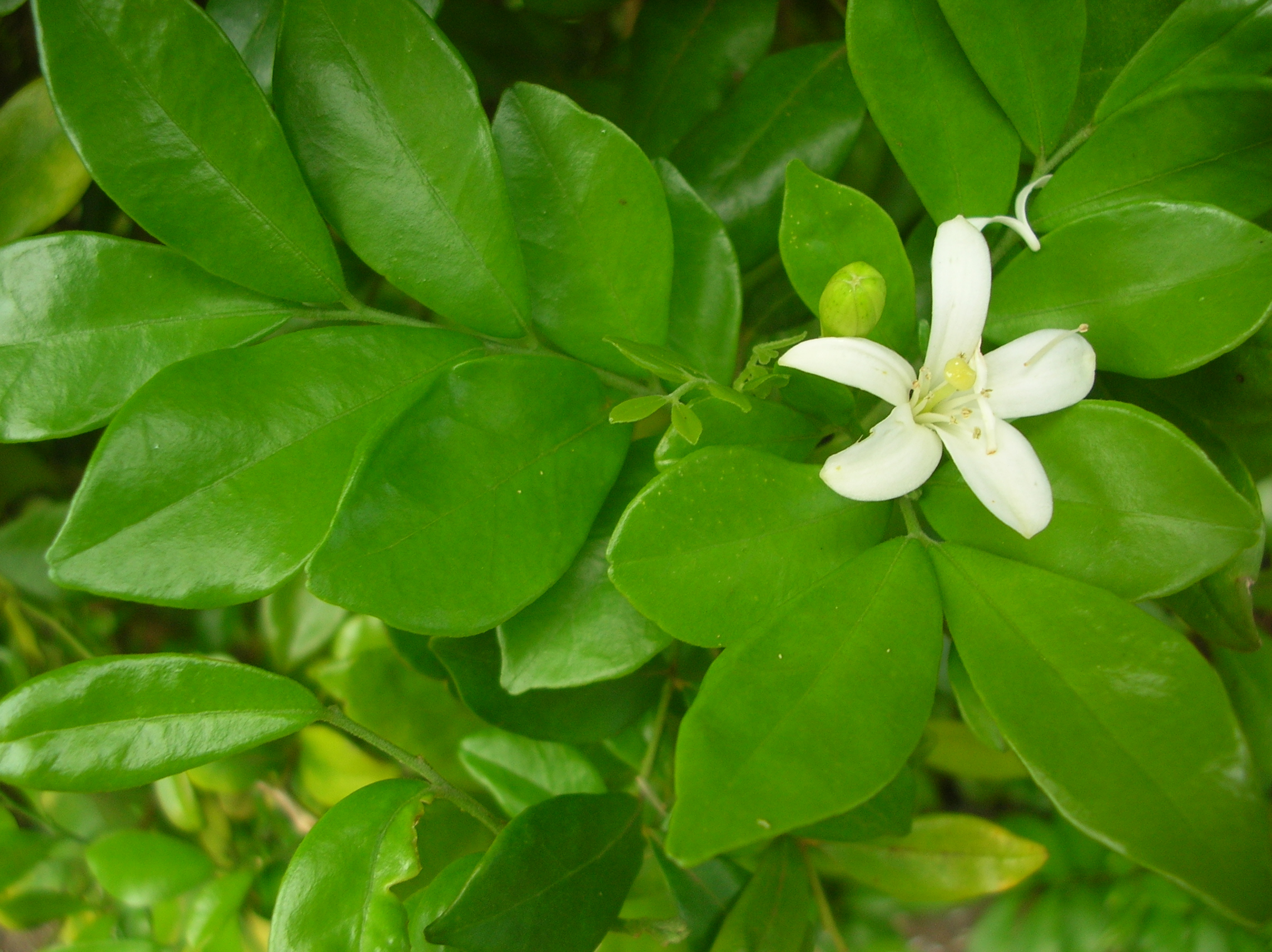
Feuilles et fleur, au parc de l'Habitation Clément, en Martinique.
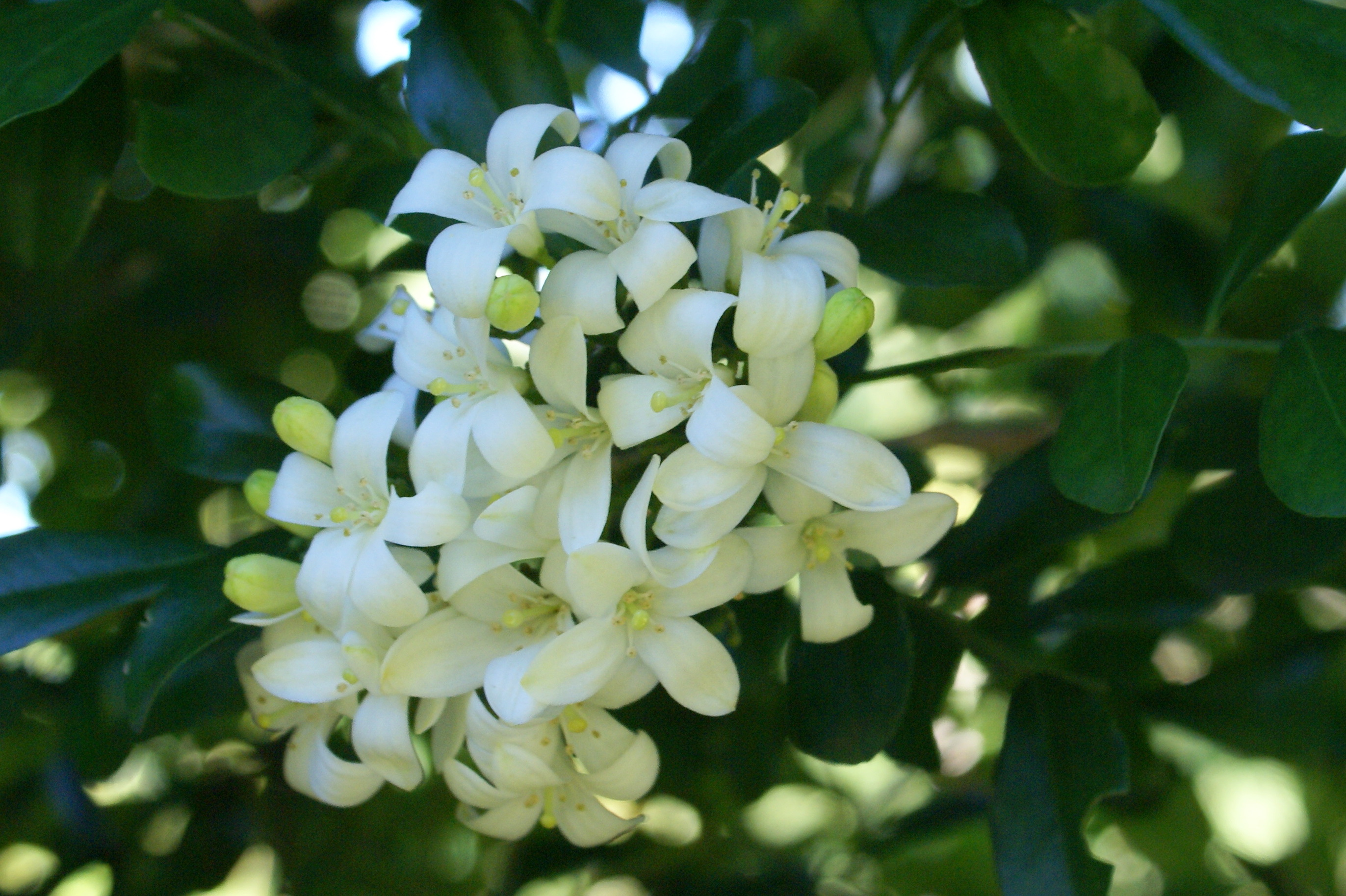
Les fleurs, groupées en panicules, exhalent un parfum de jasmin ou de fleur d'oranger, Le Tampon, île de la Réunion.
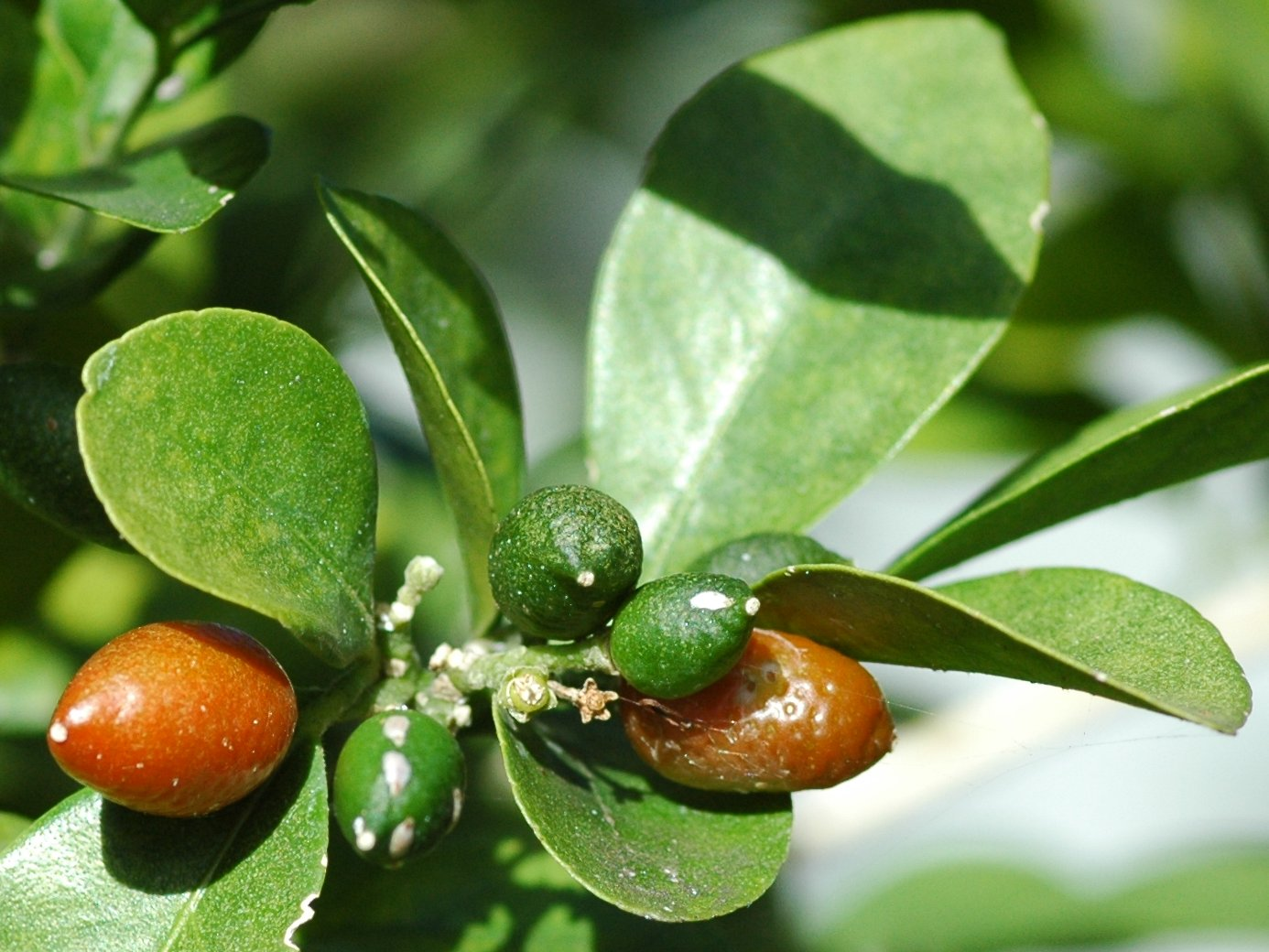
Fruits.